# Ladislav Strompf
Ladislav Strompf (auch Ladislau Strompf; * 10. März 1969 in Krompachy, Tschechoslowakei) ist ein ehemaliger deutsch-slowakischer Eishockeyspieler, der auf der Position des Verteidigers spielte. Während seiner Karriere war er in der 1. Bundesliga für Eintracht Frankfurt, den EV Landshut und die Eisbären Berlin aktiv. In der Deutschen Eishockey Liga ging er für die Frankfurt Lions aufs Eis. Seine Tochter Heidi ist deutsche Nationalspielerin.

## Karriere
In Deutschland spielte Ladislav Strompf erstmals in der Saison 1989/90 für die Eishockeyabteilung von Eintracht Frankfurt in der 1. Bundesliga. Während der Saison 1990/91 wurde er in sechs Länderspielen in der deutschen Nationalmannschaft (unter anderem bei den Goodwill Games) eingesetzt. Insgesamt spielte er zwei Spielzeiten für die Eintracht, ehe er zur Spielzeit 1991/92 zu deren Ligakonkurrenten nach Landshut wechselte. Nach einer Saison in Landshut unterschrieb er einen Vertrag über zwei Jahre bei den Eisbären Berlin, mit denen er ebenfalls in der 1. Bundesliga antrat.
Nachdem die 1. Bundesliga zur Saison 1994/95 durch die Deutsche Eishockey Liga ersetzt wurde, wechselte Strompf für zwei Spielzeiten zu den Frankfurt Lions. Im Anschluss daran fand er seine sportliche Heimat in der zweitklassigen 1. Liga Nord bzw. der 2. Bundesliga, wo er zunächst dreieinhalb Jahre in den Reihen des EHC Neuwied spielte. Da der Verein in der Saison 1999/00 Insolvenz anmelden und den Spielbetrieb einstellen musste, verblieb er in der Liga und spielte eineinhalb Spielzeiten für den ERC Ingolstadt. Nachdem Strompf bereits mit Neuwied 1997 und 1998 die Meisterschaft in der 1. Liga gewinnen konnte, gelang es ihm mit Ingolstadt 2001 erneut den Titel zu gewinnen. 
Zur Spielzeit 2001/02 wechselte der Verteidiger innerhalb der Liga zu den Heilbronner Falken und eine Spielzeit später zum EC Bad Tölz. Strompf beendete seine aktive Karriere in der Oberliga beim SC Mittelrhein-Neuwied, für den er ab der Saison 2003/04 für drei Jahre auflief. In dieser Zeit hatte er das Amt als Mannschaftskapitän inne, welches er bereits in der letzten Saison des Vorgängervereines EHC Neuwied bekleidet hatte.

## Erfolge und Auszeichnungen
- DEB-Ligapokalsieger 1997
- Meister der 1. Liga 1997
- Meister der 1. Liga 1998
- Vizemeister der 2. Bundesliga 2000
- Meister der 2. Bundesliga 2001